# Liste der Biografien/Taq
Liste der Biografien |
Portal Biografien |
Personensuche
# |
A |
B |
C |
D |
E |
F |
G |
H |
I |
J |
K |
L |
M |
N |
O |
P |
Q |
R |
S |
T |
U |
V |
W |
X |
Y |
Z |
?
 
Ta |
Tc |
Te |
Tf |
Tg |
Th |
Ti |
Tj |
Tk |
Tl |
Tm |
To |
Tq |
Tr |
Ts |
Tu |
Tv |
Tw |
Tx |
Ty |
Tz
 
Taa |
Tab |
Tac |
Tad |
Tae |
Taf |
Tag |
Tah |
Tai |
Taj |
Tak |
Tal |
Tam |
Tan |
Tao |
Tap |
Taq |
Tar |
Tas |
Tat |
Tau |
Tav |
Taw |
Tax |
Tay |
Taz
Die Liste der Biografien führt alle Personen auf, die in der deutschsprachigen Wikipedia einen Artikel haben. Dieses ist eine Teilliste mit 6 Einträgen von Personen, deren Namen mit den Buchstaben „Taq“ beginnt.

## Taq

### Taqa
- Taqaischwili, Ekwtime (1863–1953), georgischer Historiker und Politiker

### Taqi
- Taqi ad-Din (1526–1585), osmanischer Universalgelehrter und ErfinderTaqi ad-Din (1526–1585)

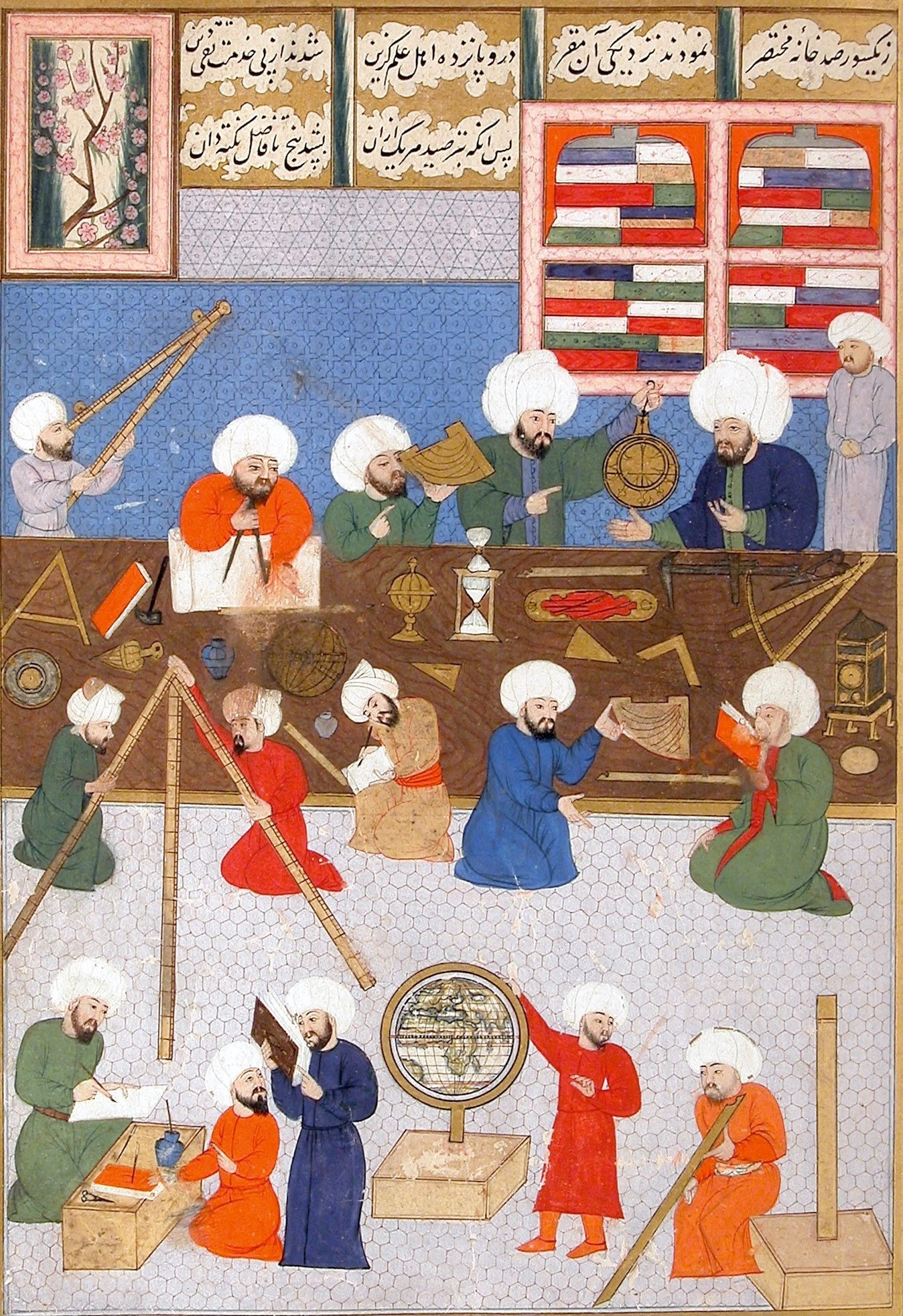
Taqi ad-Din (1526–1585)

- Taqi Moayed, Mohammed (* 1954), iranischer Diplomat
- Taqi, Muhammad (* 1986), singapurischer Fußballschiedsrichter
- Taqizadeh, Seyyed Hassan (1878–1970), iranischer Wissenschaftler, Publizist, Abgeordneter, Minister, Diplomat und Botschafter Irans

### Taqu
- Taquet, Philippe (* 1940), französischer Zoologe und Paläontologe